# Thlaspi jaubertii
Thlaspi jaubertii är en korsblommig växtart som beskrevs av Ian Charleson Hedge. Thlaspi jaubertii ingår i släktet skärvfrön, och familjen korsblommiga växter. Inga underarter finns listade i Catalogue of Life.